# 팬텀 (1996년 영화)
팬텀(The Phantom)은 미국에서 제작된 사이먼 윈서 감독의 1996년 영화이다. 빌리 제인 등이 주연으로 출연하였고 로버트 에반스 등이 제작에 참여하였다.

## 출연

### 주연
- 빌리 제인
- 크리스티 스완슨
- 트리트 윌리암스
- 캐서린 제타 존스

### 조연
- 제임스 레마
- 존 테니
- 캐리 히로유키 타카와
- 패트릭 맥구한

## 제작진
- 공동제작: 제프리 보엄
- 미술: 폴 피터스
- 의상: 말린 스튜어트
- 배역: 데보라 아퀼라